# أبييي جونسون
أبييي جونسون (بالإنجليزية: Abbie Johnson)‏ هو لاعب كرة قاعدة أمريكي، ولد في 19 يناير 1871 في Portland, Ontario ‏ في كندا، وتوفي في 24 نوفمبر 1960 في ديترويت في الولايات المتحدة.

## وصلات خارجية
- أبييي جونسون على موقعبيزبول رفرنس.كوم (الدوري الرئيسي) (الإنجليزية)
- أبييي جونسون على موقعبيزبول رفرنس.كوم (الدوري الثانوي) (الإنجليزية)